# 水嶋智
水嶋 智（みずしま さとる、1963年〈昭和38年〉6月28日 - ）は、日本の運輸・国土交通官僚。

## 経歴
京都府京都市出身。洛星高等学校を経て、1986年3月に東京大学法学部第2類（公法コース）を卒業。国家公務員採用Ⅰ種試験(法律)に合格して、1986年4月に運輸省に入省。
2017年7月7日から観光庁次長、2018年7月31日から国土交通省海事局長、2019年7月9日から国土交通省鉄道局長を務め、2020年7月21日に大臣官房長に就任。2021年1月5日に辞職。同月6日、小島滋の後任として独立行政法人鉄道建設・運輸施設整備支援機構副理事長に就任。同機構の副理事長に国交省の現役幹部が就任するのは初めてであり、官房長に就任したばかりであったことも含めて異例の人事となった。なお小島は、前年12月22日、北陸新幹線の金沢―敦賀区間の延伸を巡り、予定していた2023年春から遅れることに対して建設主体である同機構に国土交通省が業務改善命令を出したことに伴い辞任した。2022年6月28日、国土交通審議官に就任。2025年7月1日、国土交通事務次官に就任。

## 年譜
2016年6月までの経歴の出典
- 1986年04月：運輸省入省
- 1991年04月：運輸省国際運輸・観光局外航課付
- 1992年10月：運輸省航空局監理部総務課補佐官
- 1995年01月：運輸省海上交通局外航課補佐官
- 1996年09月：運輸省航空局飛行場部新東京国際空港課整備推進調整官
- 2000年
  - 01月：運輸省大臣官房人事課専門官
  - 05月：外務省経済協力開発機構日本政府代表部一等書記官
- 2003年01月：外務省経済開発協力機構日本政府代表部参事官
- 2003年06月：国土交通省大臣官房総務課企画官（海事局）
- 2004年04月：国土交通省大臣官房会計課企画官
- 2006年
  - 04月：国土交通省航空局監理部総務課ハイジャック・テロ防止対策室長
  - 07月：国土交通省総合政策局観光経済課観光交通政策推進室長
- 2007年07月：国土交通省総合政策局観光資源課長
- 2008年10月：観光庁観光地域振興部観光資源課長
- 2009年07月：国土交通省大臣官房付（内閣官房内閣参事官・内閣総務官室）
- 2011年08月：国土交通省大臣官房付（総合政策局）
- 2011年10月：国土交通省総合政策局公共交通政策部交通計画課長
- 2013年07月：観光庁総務課長
- 2014年07月：国土交通省大臣官房総務課長
- 2015年07月31日：国土交通省大臣官房審議官（総合政策局、鉄道局担当）[8]
- 2016年06月28日：国土交通省鉄道局次長[9]
- 2017年07月07日：観光庁次長[10]・内閣官房内閣審議官（内閣官房副長官補付）・内閣官房観光戦略実行推進室次長・内閣官房歴史的資源を活用した観光まちづくり連携推進室審議官
- 2018年07月31日：国土交通省海事局長[11]
- 2019年07月09日：国土交通省鉄道局長[12]
- 2020年07月21日：国土交通省大臣官房長[13]
- 2021年
  - 01月05日：辞職[14][15]
  - 01月06日：独立行政法人鉄道建設・運輸施設整備支援機構副理事長[15][16]
- 2022年06月28日：国土交通審議官[2]
- 2025年07月01日：国土交通事務次官[1]

## 人物
- 未着工のリニア中央新幹線静岡工区の問題を巡り、鉄道局が事務局を務める有識者会議の初会合においてJR東海社長の金子慎に静岡県の姿勢を批判する発言を許したとして、静岡県知事の川勝平太は、当時鉄道局長であった水嶋を「責任を取るべきだ」、「筋を通していない」などと名指しで批判した[17]。
- 東京大学時代はオリエンテーリングクラブに所属、活動していた[18]。